# Ninna nanna (Mariangela)
Ninna nanna è una canzone, scritta da G. Magurno, S. Magurno, P. Bianco e G. Meo, primo singolo dell'album di debutto della cantante italiana Mariangela, ...preparati a volare.
Il brano è stato presentato dalla cantante al Festival di Sanremo 2007 ed è stato contemporaneamente pubblicato come singolo per l'etichetta discografica Universo (distribuito dalla Sony Music). Il brano, come suggerisce il titolo, riprende numerose melodie e sfaccettature nella classica ninna nanna, trattando tuttavia temi amorosi.

## Il video
Il video, molto trasmesso dai canali musicali tra cui MTV e All Music, vede protagonista la stessa artista e il cantante spagnolo Miguel Ángel Muñoz. In questo video, i due formano una coppia molto unita, e Mariangela dedica la sua Ninna nanna proprio a Miguel Angel Munoz.

## Tracce
1. Ninna nanna - 3:42 (G. Magurno, S. Magurno, P. Bianco e G. Meo)